# Aqüeductes de Roma

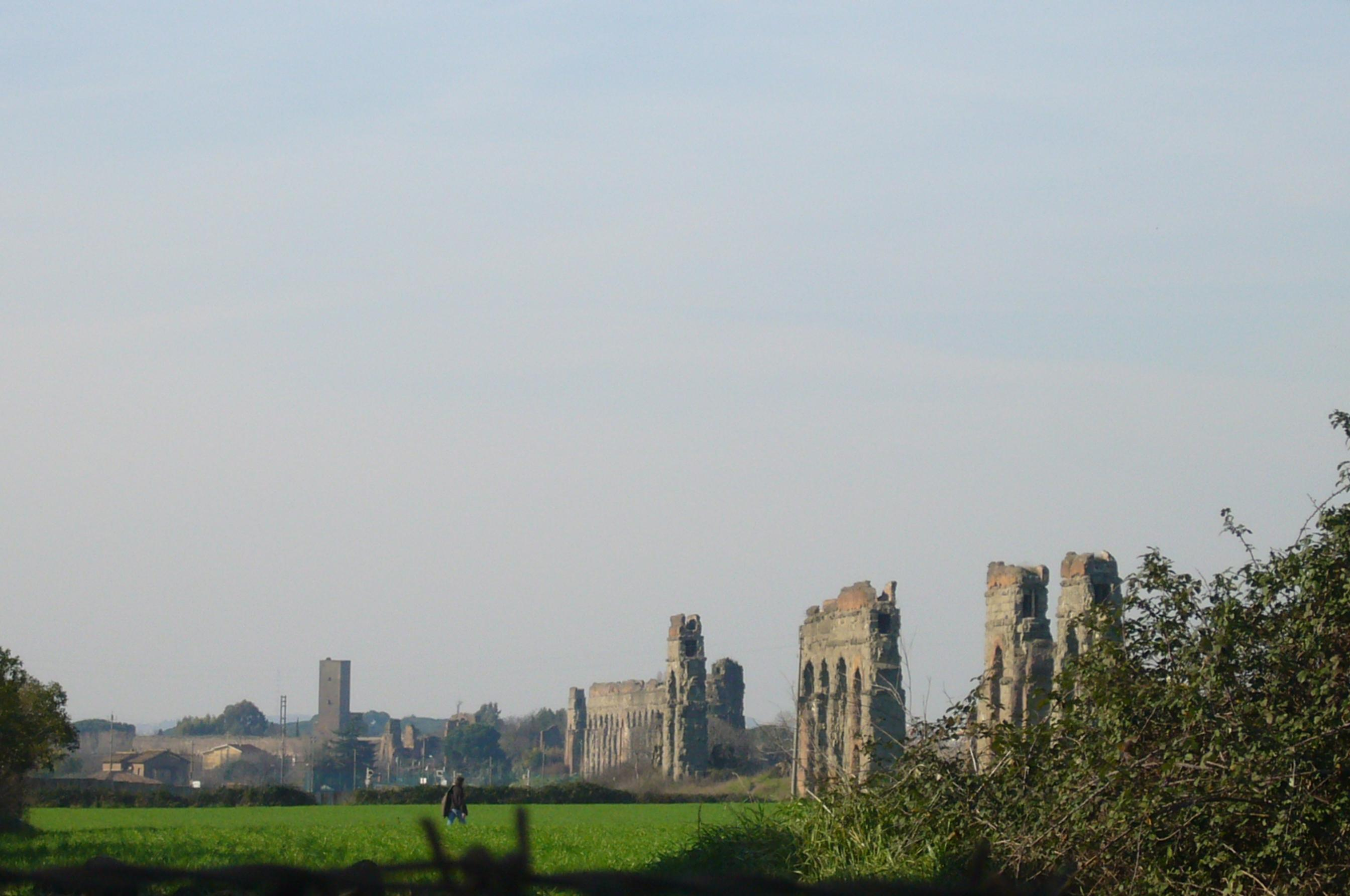
Roma, via Apia, Parco degli Acquedotti.

Els romans van construir nombrosos aqüeductes (llatí aquaeductus , és a dir «conduccions d'aiga») per a proporcionar l'aigua necessària per al consum de les persones que habitaven les ciutats i per les seves feines. Aquests aqüeductes foren un dels grans èxits d'enginyeria del món antic, i van establir un estàndard no igualat per més de mil anys després de la caiguda de l'Imperi Romà d'Occident. Moltes ciutats encara mantenen i fan servir els antics aqüeductes avui en dia, encara que els canals oberts han estat normalment reemplaçats per canonades.
Els romans van construir nombrosos aqüeductes per abastar d'aigua a totes les grans ciutats dins del seu imperi, així com a moltes ciutats petites i centres de producció industrial. La mateixa ciutat de Roma, sent la ciutat més gran, tenia la major concentració d'aqüeductes, amb aigua proporcionada per onze aqüeductes construïts al llarg d'un període de cinc-cents anys. Els estudiosos han arribat a predir la mida de la ciutat per la quantitat d'aigua que en rebia. Proporcionaven aigua per a beure, per posar en funcionament nombrosos banys públics i fonts de la ciutat, i també vessaven l'aigua sobre mecanismes hidràulics emprats en mineria per trencar roques. Els mètodes de construcció estan ben descrits per Vitruvi en la seva obra De Architectura escrita al segle i aC. El seu llibre va ser de gran ajuda per Frontí, un general que va ser nomenat a finals del segle I per administrar tots els aqüeductes de Roma. Va descobrir una diferència, entre el cabal a la presa d'aigua i el que es proporcionava a l'arribada, causada per les canonades il·legals inserides al llarg de les canalitzacions, que en desviaven el flux d'aigua. Els resultats de la seva investigació els va presentar a l'emperador Nerva en un llibre anomenat De aquaeductu perquè s'utilitzessin les dades obtingudes en millorar el sistema.
Un aqüeducte arrencava en un sistema de captació d'aigua, generalment a les muntanyes. L'aigua passava de forma controlada a la conducció des d'un dipòsit de capçalera (caput aquae). La construcció d'un aqüeducte exigia un estudi minuciós del terreny que permetria escollir el traçat més econòmic per permetre un pendent suau i sostingut sense allargar massa el recorregut de l'obra. S'usaven canals oberts (riui) aprofitant la força de la gravetat sempre que fos possible i només en comptades ocasions es feia servir el mètode de conducció sota pressió.
El canal s'acomodava al terreny per diferents procediments. Sempre que fos possible, transcorria sobre el sòl recolzat sobre un mur (substructio) en el qual es practicaven desguassos per facilitar el trànsit normal de les aigües de superfície. Si el terreny s'elevava, el canal quedava soterrat (riuus subterraneus) i formava una galeria subterrània (specus) excavada directament a la roca o construïda dins d'una rasa. Quan calia vèncer una forta depressió, es recorria a la construcció de complicats sistemes d'arcades (arcuationes) que sostenien el canal i el mantenen al nivell adequat.
En tot cas, sempre que l'aigua es destinava al consum humà, el canal estava cobert per un sostre ja fos en forma de volta, falsa volta, amb plaques de pedra o tègules.

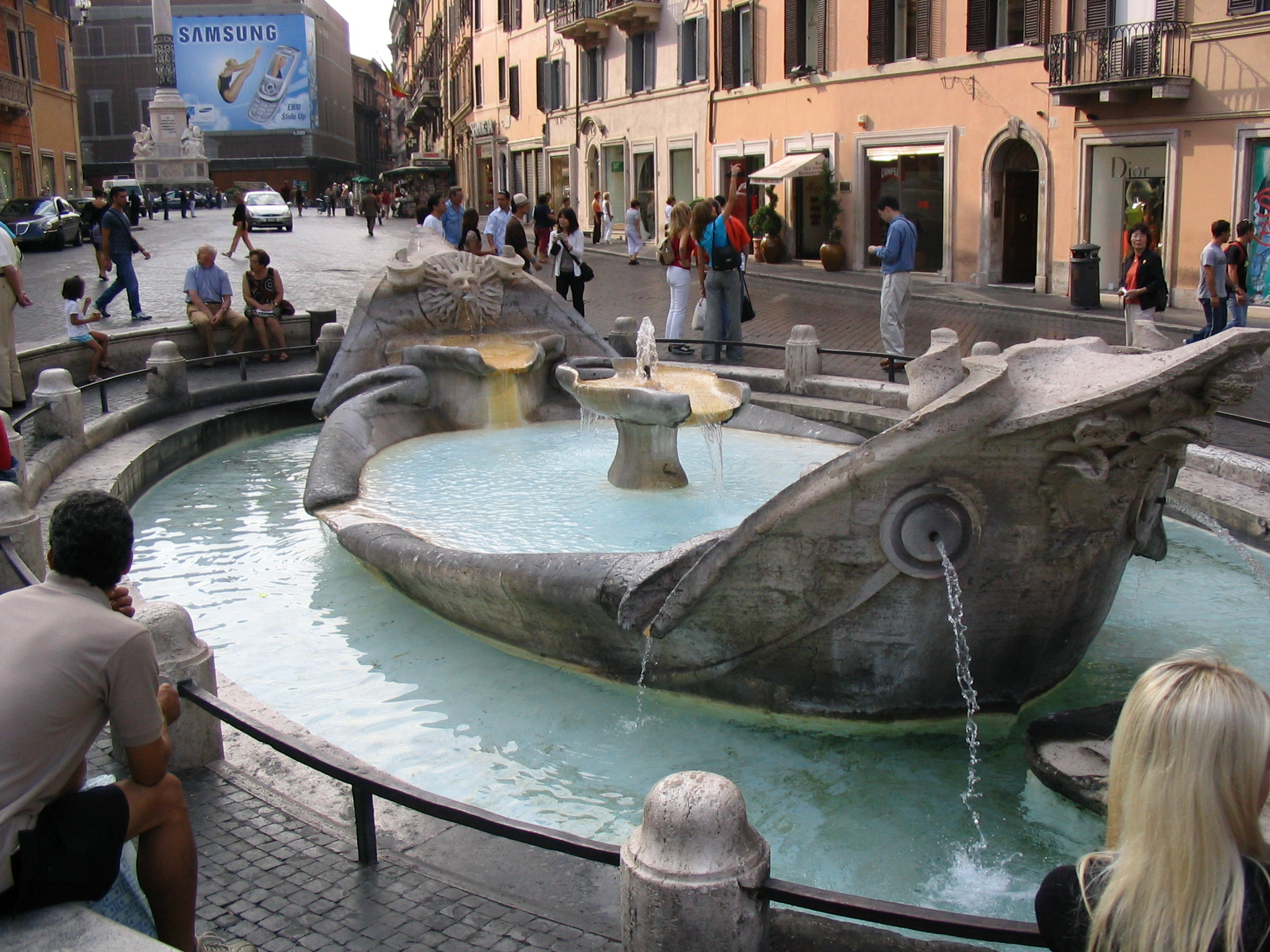
Font de la Barcaccia a la Plaça d'Espanya, alimentada per l'aqüeducte Aqua Virgo.

A continuació es presenten els principals aqüeductes de la ciutat de Roma.

## Aqüeductes de l'època romana

### Aqua Appia
Aqüeducte construït pels censors Appi Claudi Cec i Gai Plauci Venox l'any 312 aC. Captava aigua des de les fonts al llarg de la via Prenestina. Pràcticament subterrani en la seva totalitat, entrava a Roma a prop de la Porta Maggiore (Porta Major) (en el lloc anomenat com ad spem veterem) es dirigia al Celi i l'Aventí i acabava a prop de la Porta Trigemin, al Fòrum Boari. Va ser restaurat en paral·lel amb la construcció d'altres aqüeductes el 144 aC, 33 aC i entre els anys 11 i 4 aC

### Aqua Annio Vetus
Aqüeducte construït entre el 272 i el 270 aC pels censors Marc Curi Dentat i Luci Papiri Cursor, amb el botí de la victòria contra Pirros. Recollia les aigües del riu Aniene a la zona de Tívoli. La conducció era en la seva major part subterrània, amb l'excepció d'alguns punts i arribava a la ciutat en el mateix lloc de l' Aqua Appia  per acabar prop de la Porta Esquilina.

### Aqua Marcia

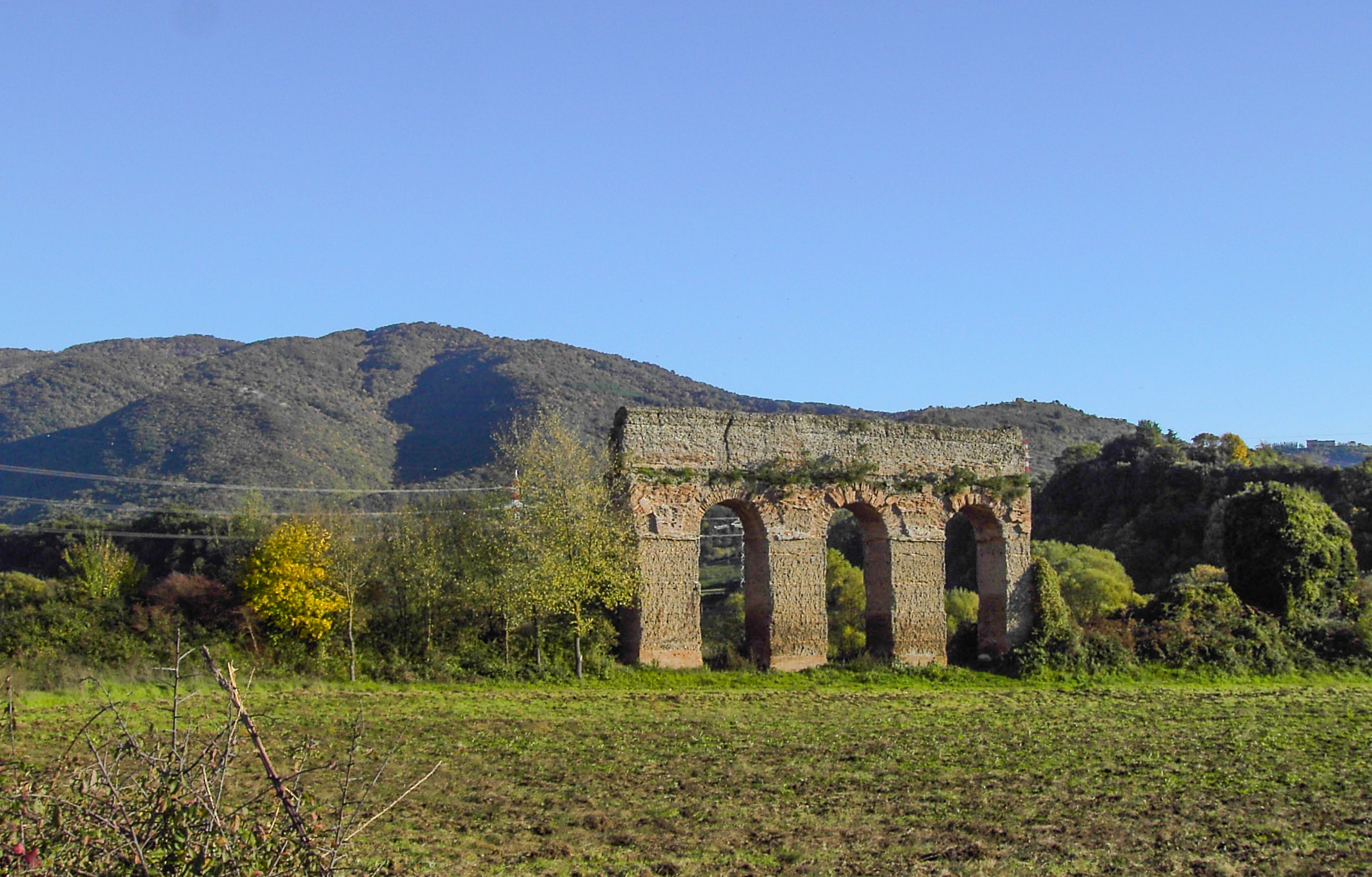
Ruïnes de l'Aqüeducte Marci, a Tívoli.

Aquest aqüeducte va ser construït el 144 aC pel pretor Quint Marci Rex. Recollia les aigües des de la part alta de la conca del riu Aniene. Més enllà de les nombroses restauracions menors, va ser en gran part reconstruït per permetre un increment del cabal entre 11 i 4 aC, sota el regnat de Cèsar August. El seu transcurs era alternativament subterrani i en arcades (un tram d'uns 9 km flanquejava la via Llatina). Arribava a Roma pel lloc ad spem veterem, com els aqüeductes precedents, i travessava la via Tiburtina sobre un arc que més tard va ser transformat en la Porta Tiburtina de la Muralla Aureliana, acabant a prop de la Porta Viminale. La distribució anava principalment cap al Capitoli, mentre que un ramal secundari (rivus Herculaneus) es dirigia cap als turons del Celi i l'Aventí. Sota el govern de Caracal·la (213 dC) va ser realitzada una ramificació de l'anomenada fons Antonianuns cap a les noves termes, que travessava la via Appia sobre un arc (Arc de Drus). Un altre ramal secundari va ser utilitzat per alimentar les Termes de Dioclecià.

### Aqua Tepula
Aqüeducte construït pels cònsols Gai Servili Cepió i Luci Cassi Longí. el 125 aC. Recollia aigua de les fonts naixents a la desena milla de la via Llatina. El 33 aC va ser transformada per a confluir en el nou canal de l'Aqua Iulia, de la qual se separava novament en proximitat a la ciutat. Fluïa, per tant, per un canal diferent, sobre els arcs de l'Aqua Marcia, juntament amb l'Aqua Julia. Entrava a la ciutat per l' ad spem veterem, seguint més endavant el mateix traçat que l'Aqua Marcia en direcció a la Porta Viminale.

### Aqua Iulia
Aqüeducte construït per Agripa l'any 33 aC, unint-se en un únic canal amb l'Aqua Tepula; va ser restaurat per Cèsar August entre els anys 11 i 4 aC. Recollia l'aigua de les fonts a la 12a milla de la via Llatina, en les proximitats de Grottaferrata. Arribava a Roma com els aqüeductes precedents pel lloc anomenat ad spem veterem, a prop de la Porta Maggiore, seguint pel mateix traçat de l'Aqua Marcia en direcció a la Porta Viminale. Probablement una ramificació d'aquest aqüeducte, de la qual s'observen encara algunes arcades, alimentava la font monumental de la Plazza Vittorio Emanuele construïda per Alexandre Sever (nymphaeum Alexandri o Trofeu de Mario ).

### Aqua Virgo

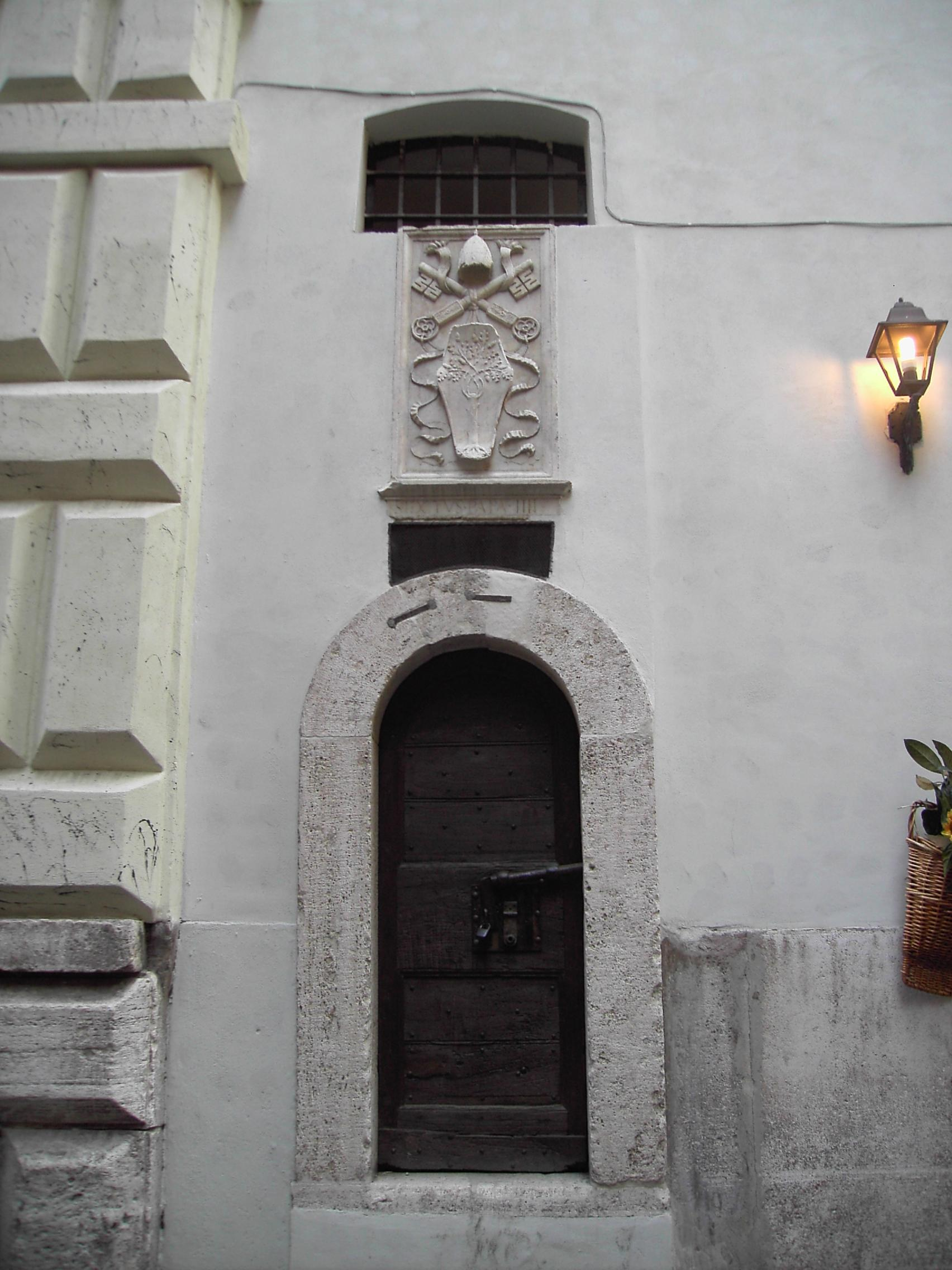
Entrada del canal d'inspecció al aqüeducte Acqua Vergine a la via del Natzarè (encara operatiu).

Aqüeducte construït per Agripa i inaugurat el 19 aC, per abastir les instal·lacions termals del Camp de Mart. Les fonts se situaven a la 8a milla de la via Collatina. El nom d'Acqua Vergine deriva, segons una llegenda, d'una jove que hauria indicat als soldats el lloc de la font, però probablement es refereix a la puresa de l'aigua. El traçat acompanyava la via Collatina durant alguns trams sobre arcades, però la major part anava soterrat i culminava als jardins del Pincio. A partir d'allà, les arcades de l'època de l'emperador Claudi (parcialment conservades a la via del Natzarè travessaven el Camp de Mart, creuant l'actual carrer via del Corso per l'Arc de Claudi, una arcada de l'aqüeducte realitzada per celebrar la conquesta de Britànnia. L'aqüeducte va ser constantment restaurat i encara alimenta la Fontana di Trevi, la Fontana della Barcaccia, a la Plaça d'Espanya (donant nom a la via dei Condotti,«carrer dels conductes») i la Font dels Quatre Rius, a la Piazza Navona.

### Aqua Alsietina
També coneguda com a Aqua Augusta, va ser un aqüeducte construït sota el regnat de Cèsar August l'any 2 aC, per abastir els habitants dels barris de la vora del riu Tíber (Trastevere) i preferentment per als espectacles de combats navals que es feien en aquesta zona, ja que era una aigua de mala qualitat. Trajà va realitzar un nou canal el 109 dC. Recollia les aigües del llac Martignano, antigament anomenat Lacus Alsietinus.

### Anio NovusiAqua Claudia
Aqüeducte iniciat per Calígula l'any 38 dC i acabat per Claudi en el 52. El primer recollia les aigües del riu Anio en proximitat de les monts Simbruins, mentre que el segon captava des del cim de la vall de l'Anio. Acabaven ad spem veterem, a prop de la Porta Maggiore: aquesta última era la monumentalització dels arcs de les vies Prenestina i Labicana, més tard inserides en la Muralla Aureliana.

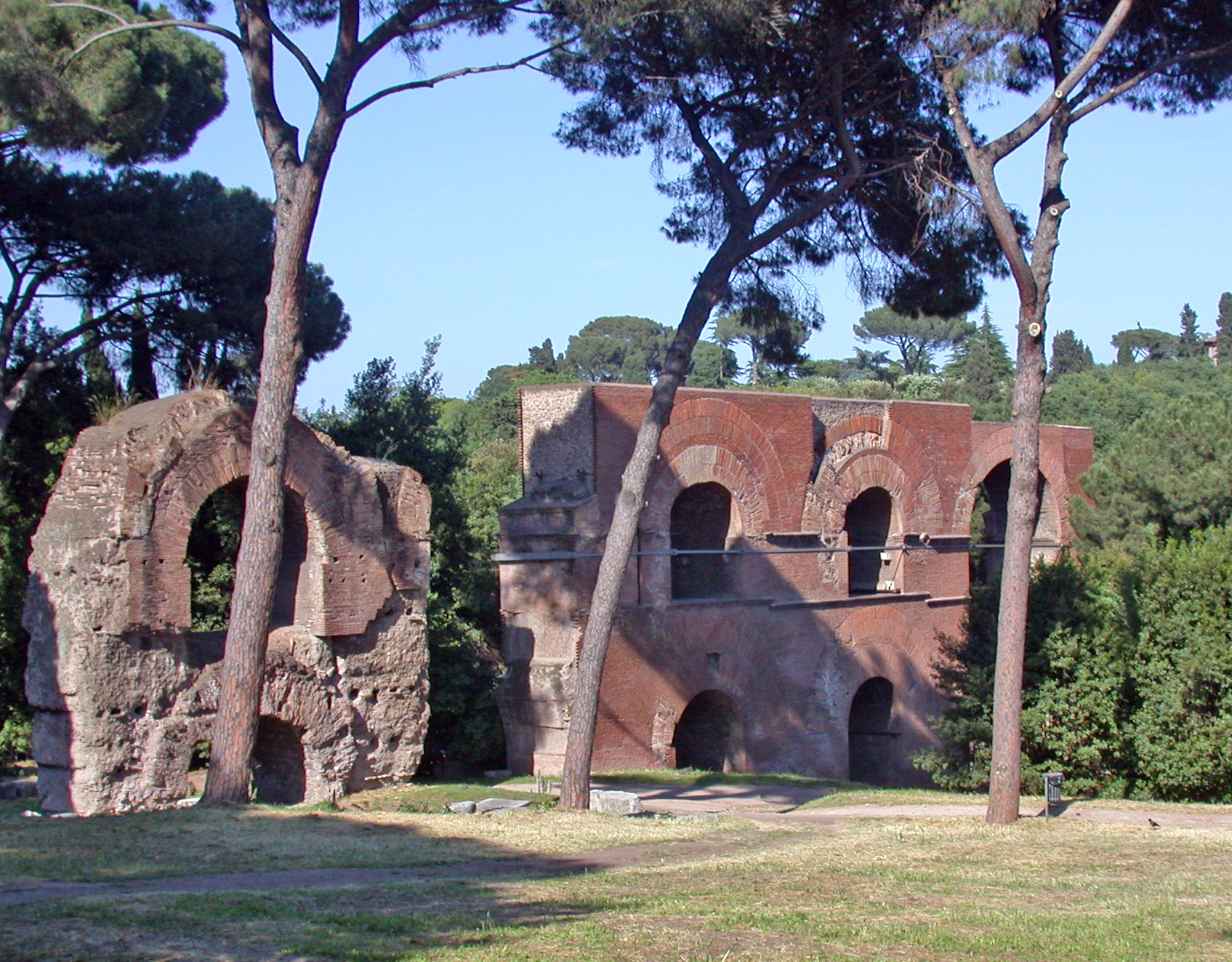
Canal secundari entre el Celi i el Palatí.

A la 7a milla de la via Llatina l'aigua circulava per damunt les arcades, algunes de les quals van subsistir al temps en el "Parc dels Aqüeductes". Als afores de Roma, en el lloc anomenat Tor Fiscale interceptava dues vegades a l'aqüeducte Acqua Marcia, formant un recinte trapezoïdal (anomenat Camp Barbaro) que seria utilitzat com a fortificació pels gots de Vitiges quan estaven en lluita contra el romà d'Orient Belisari l'any 539.
Un ramal secundari, construït per ordre de Neró, (Arcus Neroniani) portava la conducció cap al Celi per la part ocupada per la Domus Aurea; aquest ramal va ser successivament prolongat per Domicià per proveir d'aigua als dos palaus imperials del Palatí, creuant les valls entre aquest i el Celi amb altíssimes arcades.

### Aqua Traiana
Aquest aqüeducte va ser construït durant el regnat de Trajà el 109 dC, recollia les aigües de les deus als monts Sabatino, a prop del llac de Bracciano. Arribava a Roma pel turó Janícul, al llarg del marge esquerre del riu Tíber. Destruït durant el setge de Roma pels ostrogots comandats per Vitiges el 537, va ser restaurat per Belisari i va tenir altres intervencions durant el papat d'Honori I en el segle vii. Pels danys soferts pels longobards i pels sarraïns, va haver de ser sotmès a noves restauracions en els segles VII i IX i va ser reconstruït amb el nom d'Acqua Paola al segle xvii. Arribava a la ciutat per mitjà d'un traçat soterrat gairebé en la seva totalitat al llarg de la via Clòdia i la Via Trionfale i, més endavant, per mitjà d'arcades al llarg de la via Aurèlia.

### Aqua Alexandrina
Aqüeducte construït durant el govern d'Alexandre Sever, al segle iii, recollia l'aigua del Pantà Borghese a la via Prenestina i amb un recorregut soterrat en la major part, amb viaductes per travessar valls, entrava a la ciutat per la Porta Maggiore en direcció al Camp de Mart, on estarien les "Termes de Neró", que foren restaurades per Alexandre Sever el 226, conegudes com a Termae Alexandrinae.

## Aqüeductes de la Roma papal i moderna

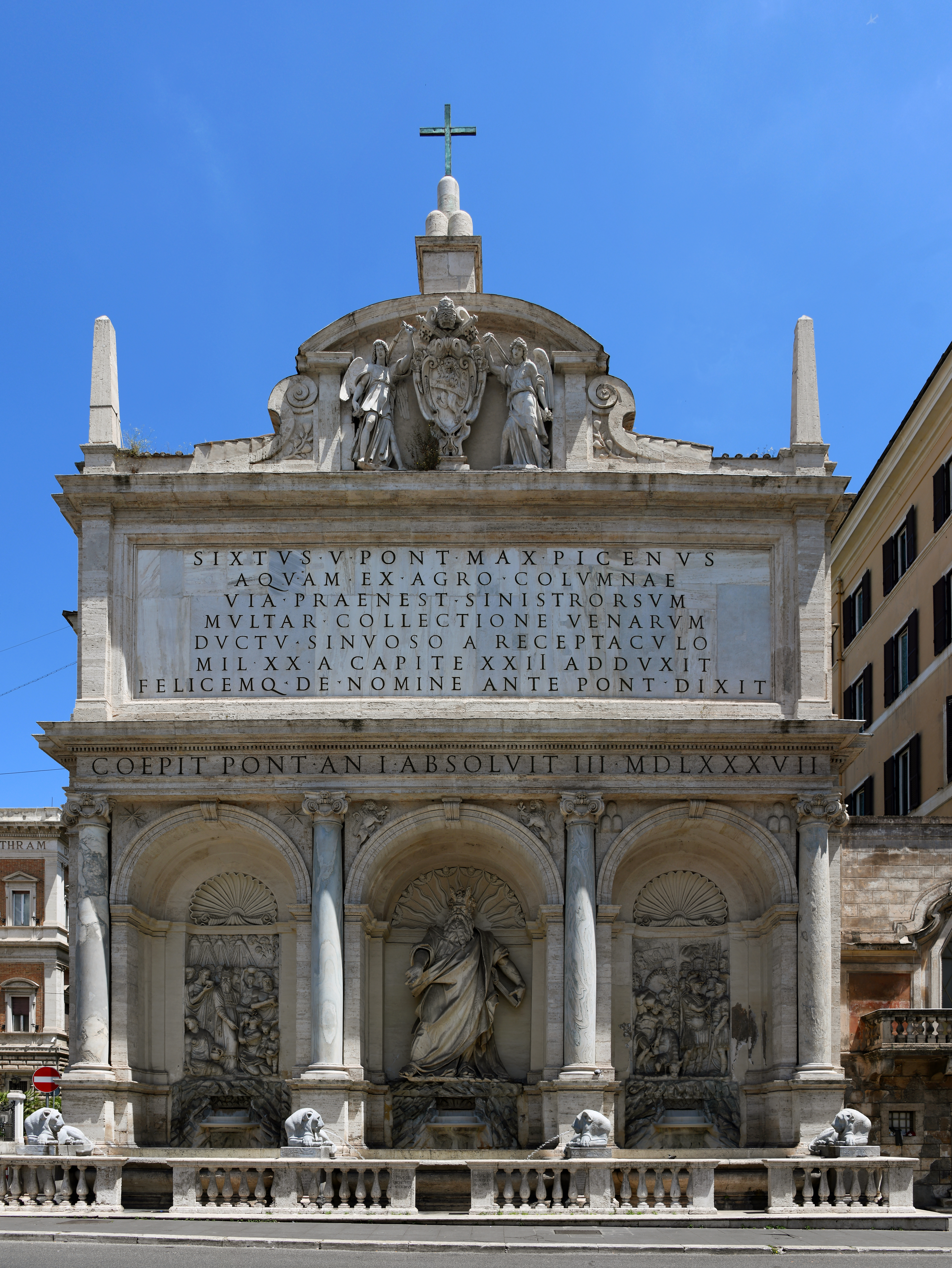
Font de l'Aigua Feliç a la Plaça de Sant Bernat.

- El 1453, durant el regnat del Papa Nicolau V, Leon Battista Alberti es va encarregar de restaurar l'aqüeducte Aqua Virgo, en aquesta ocasió s'incrementa el seu cabal amb la inclusió de nou fonts. Acabava a la Fontana di Trevi. Una ampliació que va tenir lloc el 1840 i el 1936 crea un nou aqüeducte, el punt visible es va materialitzar en la Fontana del Nicchione, al Pincio.[14]
- Acqua Felice: nou aqüeducte construït pel papa Sixt V el 1586 per Domenico Fontana, reutilitzant les naixents de  Aqua Alexandrina . Arribava a Roma per la porta Tiburtina (actual " porta Sant Llorenç") i acabava amb la Fontana dell'Acqua Felice, avui visible a la plaça Sant Bernat.[15]
- Acqua Paola: reconstrucció de Aqua Traiana el 1605 al comandament del papa Pau V, és una obra de Giovanni Fontana i Carlo Maderno; acaba amb la " Fontana dell'Acqua Paola  al Janícul (1611]). Va ser alimentada per aquest aqüeducte també la Fontanone di Ponte Sisto, també coneguda com a Fontanone dei centre Preti (font dels cent capellans).[16]
- Acqua Pia: correspon a la restauració de l'antiga Aqua Marcia, la reconstrucció va ser portada a terme pel papa Pius IX amb la direcció de Luigi Canina. El punt visible terminal es presenta a la Fontana delle Naiadi, a la Plaça Esedra.[17]
- Aqüeducte de Peschiera: iniciat el 1937 i completat tot just el 1949, recull l'aigua de les naixents de Cittaducale (Província de Rieti). Acaba a la font de la Piazzale degli Eroi (placeta dels herois).[18]
- Aqüeducte Appio-Alexandrina: Reforç de l'aqüeducte Felice, realitzat entre el 1963 i el 1968, capta aigua d'altres antigues captacions, ampliades a propòsit, com l'Acqua Appia i l'Acqua Alexandrina  i de noves reserves, properes a la Borgata Finocchio i a la Torre Angela. Assegura també el subministrament hídric dels barris al sud-est de Roma (Borghesiana, Torre Gaia, Tuscolana, Prenestina, EUR-Laurentino, Acilia i  Ostia Lido).[19]

## Característiques dels aqüeductes
| Nom                | Any de construcció | Longitud (km) | Altura en la font (m) | Altura en Roma (m) | Capacitat (m³/dia)  |
| ------------------ | ------------------ | ------------- | --------------------- | ------------------ | ------------------- |
| Aqua Appia         | 312 aC             | 16,561        | 30                    | 20                 | 73.000              |
| Anio Vetus         | 272-269 aC         | 63,64         | 280                   | 48                 | 175.920             |
| Aqua Marcia        | 144-140 aC         | 91,424        | 318                   | 59                 | 187.600             |
| Aqua Tepula        | 125 aC             | 17,745        | 151                   | 61                 | 17.800              |
| Aqua Júlia         | 33 aC              | 21,677        | 350                   | 64                 | 48.240              |
| Aqua Virgo         | 19 aC              | 20,697        | 24                    | 20                 | 100.160             |
| Aqua Alsietina     | 2 aC ?             | 32,815        | 209                   | 17                 | 15.680 (no potable) |
| Aqua Claudia       | 38-52              | 68,681        | 320                   | 67                 | 184.280             |
| Anio Novus         | 38-52              | 86,876        | 400                   | 70                 | 189.520             |
| Aqua Traiana       | 109                | 32,500        | -                     | -                  | -                   |
| Arcus Alexandriana | 226                | 22            | -                     | -                  | -                   |